# Дарвинов нанду
Дарвинов нанду, или малый нанду, или длинноклювый нанду (лат. Rhea pennata), — крупная нелетающая птица из семейства нанду отряда нандуобразных. Дарвинов нанду является меньшим, более редким и менее изученным из двух видов нанду. В настоящее время среди орнитологов нет единого мнения по поводу родовой принадлежности малого нанду, одни исследователи включают его вместе с обыкновенным нанду в род Rhea, другие выделяют в отдельный монотипический род Pterochnemia G. R. Grey, 1871.

## Внешний вид
У дарвинова нанду серое или серо-коричневое оперение. С высотой спины 90 см он меньше, чем обыкновенный нанду (Rhea americana). Его вес составляет от 15 до 25 кг. От большого нанду он отличается кроме того белыми пятнами на оперении спины. У самцов они более выражены, чем у самок, а у молодых птиц полностью отсутствуют.

## Распространение
Существуют два географически изолированных друг от друга фрагмента ареала нанду. Более крупный из них охватывает юг Аргентины — Патагонию и южные Анды. Второй фрагмент ареала нанду расположен севернее, в приграничных областях Боливии и Чили, в высокогорных Андах.
Несмотря на то, что ареалы дарвиновых нанду и больших нанду пересекаются, оба вида предпочитают различные местообитания. Дарвинов нанду встречается в степной местности, в которой произрастают лишь кустарники, и в которой его большой сородич не обитает. Также он живёт на высокогорных плато в Андах на высоте от 3500 до 4500 м. В Патагонии он встречается вплоть до прохладных умеренных зон до самого южного конца континента. После того, как человек ввёз его в 1936 году на Огненную Землю, он прижился и там.

## Поведение
Во многих отношениях дарвинов нанду не отличается от большого нанду. Образ жизни обоих видов весьма схож. Приспособившись к кустарниковой местности, дарвинов нанду бегает с горизонтально вытянутой вперёд головой и прижатыми к телу крыльями, чтобы ему не мешала растительность.

## Подвиды
Наряду с номинативным подвидом (Rhea pennata pennata) существуют два географически изолированных подвида в средних Андах в пограничных регионах Перу, Боливии, Аргентины и Чили:
- Rhea pennata pennata d'Orbigny, 1837 — Нанду Дарвина[6]
- Rhea pennata tarapacensis (C. Chubb, 1913) (= Rhea tarapacensis[8]) — Нанду пуны[3]
- Rhea pennata garleppi (C. Chubb, 1913) — Горный нанду[3]

По мнению некоторых специалистов, два последних подвида являются отдельным видом (Pterocnemia tarapacensis). Они окрашены более в серый цвет, нежели в коричневый и проявляют менее выраженную чешуйчатость лап.